# جبل كمانة
جبل كمانة هو أعلى جبال الجليل الأسفل يتراوح ارتفاعه عن سطح البحر بين 558 مترا في الجنوب الغربي و598 مترا في الشمال الشرقي، ويقع على الحد الفاصل بين الجليل الأعلى والأسفل.

## الموقع
يُعتبر الجبل حلقة في سلسلة جبال الجليل الأدنى الممتدة جنوب سهل الشاغور، ومنها جبل طرعان وجبل أبو كراد وجبل حزور وجبل عبرية وجبل زهير وجبل سعد وجبل كعكور وجبل الأربعين وجبل الدحي وجبل طابور.
في الجزء العلوي من جبل كمانة توجد أشجار الخروب بشكل رئيسي، وعلى طول الوادي تنمو البساتين واشجار البلوط وازهار شقائق النعمان والأوركيد والزنبق الجبلي والدردار الأزرق والتنوب. المنحدر الشرقي للجبل مغطى بغابات البحر الأبيض المتوسط.
من الجهة الشرقية يمتد وادي سلامة. في الجزء السفلي من الجبل، توجد نتوءات من الحجر الجيري والحجر الرملي من العصر الطباشيري السفلي. 
جبل كمانة مُطل فإلى الجهة الشمالية الشرقية يمكن منه رؤية جبل الشيخ وإلى الشمال صفد وجبل الجرمق بالإضافة كشفه في الجهة الشمالية الغربية لقرى: عين الأسد وقرى الشاغور، الرامة، ساجور، نحف، البعنة، دير الأسد، ومجد الكروم. يفصل هذه القرى عن جبل الكمانة سهل مجد الكروم.
كما يطل الجبل من الجهة الشرقية على جبل حزور، المغار وراس الخابية وحي الجمشة وبحيرة طبريا وفي الأفق البعيد في الجهة الجنوبية الشرقية تكون حطين.
من الجهة الجنوبية يطل في الأفق على جبال الناصرة وفي الجهة الجنوبية الغربية يطل على جبل الكرمل ومدينة حيفا، وفي الشمال يشرف على جزءا من سهل البطوف وقراه مثل: عيلبون، البعينة- النجيدات، دير حنا، عرابة، سخنين، وإلى الغرب قرية كوكب أبو الهيجاء.
يجري وادي الحلزون بين جبل كمانة ومرتفعات شمال سخنين كما يشق وادي سلامة أحد روافد وادي التفاح طريقه جنوبًا بين جبلي حزور وكمانة.